# Hedemora
Hedemora este un oraș în Suedia.

## Demografie
| \| Evoluția demografică a zonei urbane Hedemora, 1970–2015 \| Evoluția demografică a zonei urbane Hedemora, 1970–2015 \| Evoluția demografică a zonei urbane Hedemora, 1970–2015 \| Evoluția demografică a zonei urbane Hedemora, 1970–2015 \| Evoluția demografică a zonei urbane Hedemora, 1970–2015 \| \| --------------------------------------------------------------------------------------- \| ------------------------------------------------------- \| ------------------------------------------------------- \| ------------------------------------------------------- \| ------------------------------------------------------- \| \| An \| \| \| Locuitori \| \| \| 1970 \| 1970 \| \| 6.628 \| 6.628 \| \| 1975 \| 1975 \| \| 7.039 \| 7.039 \| \| 1980 \| 1980 \| \| 7.344 \| 7.344 \| \| 1990 \| 1990 \| \| 7.574 \| 7.574 \| \| 1995 \| 1995 \| \| 7.875 \| 7.875 \| \| 2000 \| 2000 \| \| 7.362 \| 7.362 \| \| 2005 \| 2005 \| \| 7.279 \| 7.279 \| \| 2010 \| 2010 \| \| 7.273 \| 7.273 \| \| 2015 \| 2015 \| \| 7.371 \| 7.371 \| \| Sursa: SCB - Statistika Centralbyrån, Folkmängden per tätort. Vart femte år 1960 - 2016 \| \| \| \| \| |      |  |           |       |
| Evoluția demografică a zonei urbane Hedemora, 1970–2015 |      |  |           |       |
| An |      |  | Locuitori |       |
| 1970 | 1970 |  | 6.628     | 6.628 |
| 1975 | 1975 |  | 7.039     | 7.039 |
| 1980 | 1980 |  | 7.344     | 7.344 |
| 1990 | 1990 |  | 7.574     | 7.574 |
| 1995 | 1995 |  | 7.875     | 7.875 |
| 2000 | 2000 |  | 7.362     | 7.362 |
| 2005 | 2005 |  | 7.279     | 7.279 |
| 2010 | 2010 |  | 7.273     | 7.273 |
| 2015 | 2015 |  | 7.371     | 7.371 |
| Sursa: SCB - Statistika Centralbyrån, Folkmängden per tätort. Vart femte år 1960 - 2016 |      |  |           |       |